# Handels: maktelitens skola

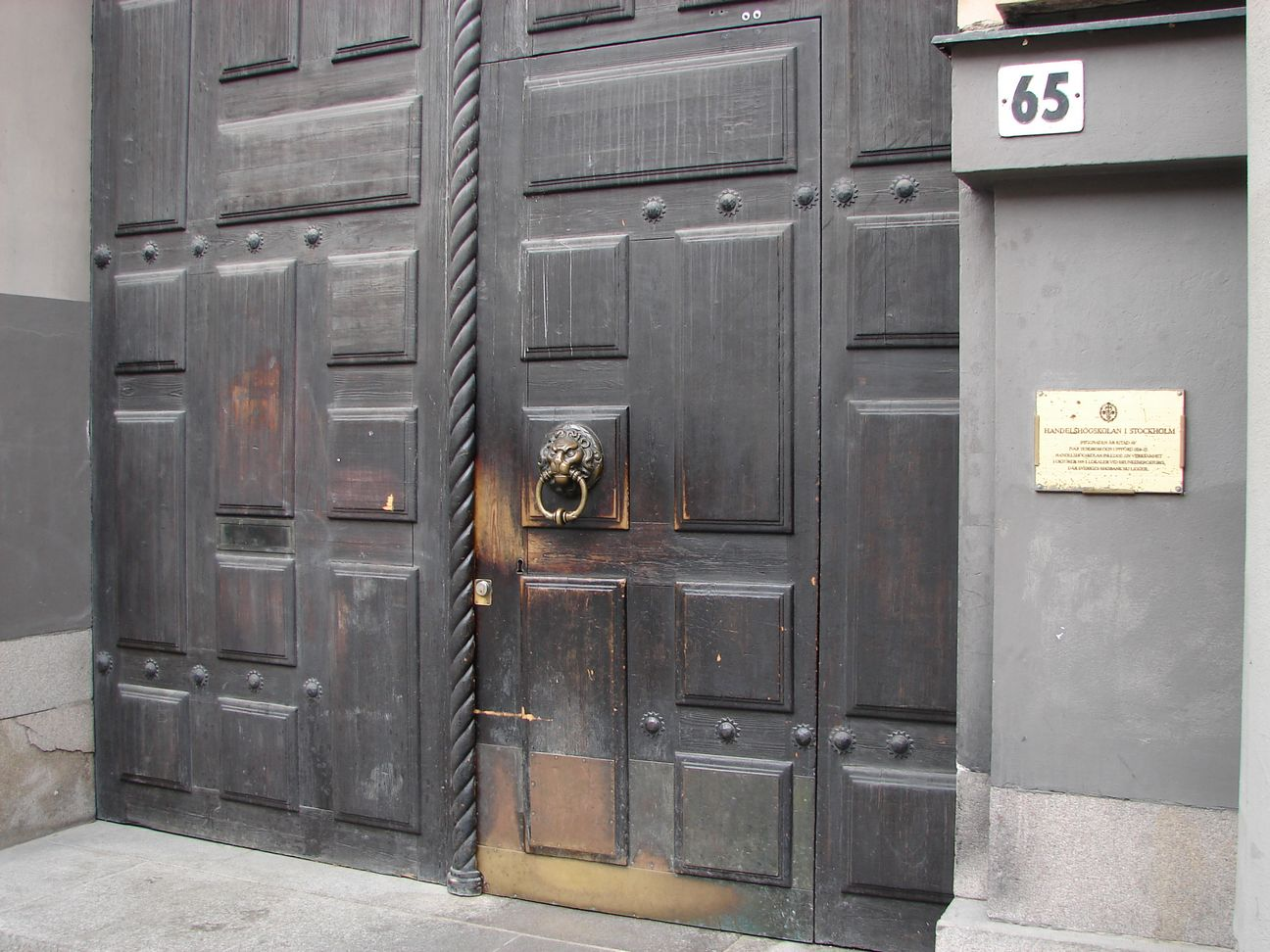
Porten till Handelshögskolan i Stockholm på Sveavägen 65.

Handels: Maktelitens skola är en fackbok av Mikael Holmqvist från 2018. Den utgör den andra delen av en trilogi om Sveriges eliter med Djursholm: Sveriges ledarsamhälle från 2015 och Kungen: Sveriges ledare från 2023 som övriga delar. 

## Innehåll
Boken analyserar Handelshögskolan i Stockholm, som författaren menar formar och fostrar Sveriges ekonomiska och politiska eliter. Holmqvist tittar på skolans selektiva antagningsprocess, dess kopplingar till näringslivet, och han vill visa hur skolan förmedlar näringslivets värderingar och marknadsekonomiska ideologi till sina studenter. Men boken redogör också för skolans historia, i hur skolan också var ett projekt för att skapa socialt erkännande för köpmän, när köpmän kallades för krämare, som föraktades i samhället på grund av deras förmenta girighet. Boken tittar också på den informella kulturen, med inslag som studentkören "Friedmans apostlar", och menar att den anses vara lika viktigt som att klara tentamen, eftersom den ger eleverna en praktisk fostran i hur de ska bete sig.

## Mottagande
Boken har fått positiva recensioner och uppmärksamhet i media och samhällsvetenskapliga tidskrifter, men har också fått kritik. Särskilt av Handelshögskolan i Stockholms rektor Lars Strannegård. Recensenter har hyllat boken som en viktig och intressant inblick i det slutna system som skolan utgör.  Boken kritiseras av vissa recensenter för att den inte ger tillräckligt konkreta exempel på brister. I nummer 56 av Sociologisk Forskning recenserades boken av Anna Tyllström, tidigare verksam vid skolan. Hon argumenterade för att metoden som nyttjats i boken brister då Holmqvists användning av källor och empiriskt material inte är tillräckligt systematiskt och att bristen på källkritik drar ner bokens trovärdighet. Dessutom ifrågasätts vissa av författarens teser, eftersom det inte klargörs hur de har uppstått ur empirin.